# Steffen Heiberg
Steffen Heiberg (født 18. april 1945 i København) er en dansk historiker, fhv. museumsinspektør ved Frederiksborgmuseet og forfatter. Hans speciale er renæssancens kulturhistorie.